# Iberisk gransångare
Iberisk gransångare (Phylloscopus ibericus) är en liten insektsätande fågel i familjen lövsångare (Phylloscopidae) som tidigare ingick i familjen sångare (Sylvidae). Den förekommer som namnet avslöjar på Iberiska halvön. Arten kategoriserades tidigare som underart till gransångaren, men urskiljs numera allmänt som egen art. Beståndet anses vara livskraftigt.

## Kännetecken

### Utseende

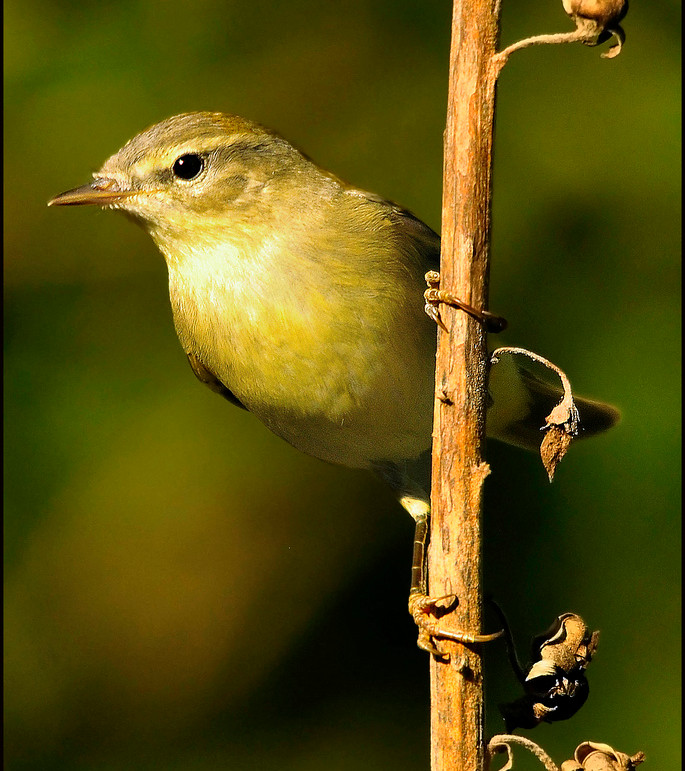

Iberisk gransångare är lik och med kroppslängden 11–12 cm jämnstor med gransångaren. Den är dock renare grön på ovansidan, gulare på bröstet och vitare på buken. I vårdräkt saknas i princip helt inslag av brunt eller beige, på hösten enbart på huvudsidan. Den har vidare ett livligt gult ögonbrynsstreck, framförallt framför ögat. Dessa kännetecken i kombination med även tydligt mörkare ögonstreck samt ljusare näbb och ben gör att den påminner om lövsångaren. Den vippar dock på stjärten likt en gransångare och har avvikande läten.

### Läten
Iberiska gransångarens typiska lockläte är ett nedåtböjt "fiy". Sången är lik gransångarens, men innehåller tre delar: en gransångarlik men raskare, en serie snabba och torra toner och avslutningsvis några visslande och utdragna.

## Utbredning och systematik

### Vistelse häckningstid
Den iberiska gransångaren häckar på iberiska halvön och återfinns i Portugal och Spanien, väster om en linje som sträcker sig ungefär från västra Pyrenéerna via bergen i centrala Spanien till Medelhavet. Iberisk gransångare och gransångare förekommer i en smal överlappningszon längs denna linje. Med undantag för den nordligaste delen är den exakta utbredning för denna överlappningszon inte väldokumenterad. Arten häckar också fläckvist i Nordafrika, i norra Marocko, norra Algeriet och nordvästra Tunisien.

### Flyttning och övervintring
Den iberiska gransångaren är en långflyttare och övervintrar i Västafrika, med huvudsakliga området från Senegal österut till södra Mali, Burkina Faso och norra Ghana. Den har observerats utanför sitt häckningsområde så långt norrut som exempelvis Storbritannien och Sverige. 
Iberisk gransångare passerar Gibraltar på våren med inledning under andra halvan av februari, med topp i början av mars och fortsättning in i april. Den passerar söderut från början av augusti till mitten av oktober, med en tydlig topp under andra halvan av september. I södra Spanien lämnar därför arten innan övervintrande nordliga gransångare anländer i oktober.

### Iberisk gransångare i Sverige
Första fyndet av iberisk gransångare i Sverige gjordes av en sjungande hane på Marma skjutfält i uppländska Älvkarleby 19/5–27/6 2002. Därefter har ytterligare fyra fynd gjorts, alla av sjungande hanar, oftast långstannande: 16–24/4 2004 i Falsterbo i Skåne, 9/5–18/7 2007 i halländska Busör samt 2015 i Vargön, Västergötland 2/5–15/6 samt 20/5 i Ottenby, Öland.

### Inre systematik
Arten behandlas vanligen som monotypisk, men vissa, som Clements et al, delar in den i två underarter med följande utbredning:
- Phylloscopus ibericus biscayensis – förekommer från norra Portugal och norra Spanien precis in i franska delen av Baskien
- Phylloscopus ibericus ibericus – förekommer från centrala och södra Portugal till sydvästra Spanien (Andalusien)

Populationen i Nordafrika noteras inte i Clements et al. Flera menar dock att biscayensis, beskrivet först 2003, inte går att skilja från nominatformen med säkerhet. 

### Artstatus
Tidigare kategoriserades iberisk gransångare som underart till gransångaren, men har sedan 2003 i Sverige status som egen art. Den skiljer sig från nominatformen av gransångare på läte, yttre morfologi, och mtDNA-sekvenser. Först fick den det vetenskapliga namnet P. brehmii, men typspecimentet av detta taxon är inte en iberisk gransångare.
Det förekommer hybridisering i överlappningszonen,, nästan alltid mellan hanar av P. ibericus och honor av P. p. collybita, och hybriderna förefaller uppvisa starkt minskad fitness bland annat då hybridhonor tycks vara sterila enligt Haldanes regel. Rörande det senare är det intressant att notera att den iberiska gransångaren tycks vara den äldsta utvecklingslinjen inom gransångarkomplexet och klart åtskild från arten gransångare.

### Familjetillhörighet
Lövsångarna behandlades tidigare som en del av den stora familjen sångare (Sylviidae). Genetiska studier har dock visat att sångarna inte är varandras närmaste släktingar. Istället är de en del av en klad som även omfattar timalior, lärkor, bulbyler, stjärtmesar och svalor. Idag delas därför Sylviidae upp i ett antal familjer, däribland Phylloscopidae. Lövsångarnas närmaste släktingar är familjerna cettior (Cettiidae), stjärtmesar (Aegithalidae) samt den nyligen urskilda afrikanska familjen hylior (Hyliidae).

## Levnadssätt
I iberiska gransångarens kärnområde i norra Spanien och Portugal hittas den i lövskogar, längre söderut i svala skogar på skuggiga sluttningar med inslag av ek och utmed floder. I övervintringsområdet har den noterats i stånd med tamarisk, bland akacior och i öppen skog.

### Föda
I Portugal har den noterats ryttla medan den tar nektar från eukalyptus. I övrigt är födan dåligt känd, men tros inte skilja sig nämnvärt från gransångarens.

### Häckning

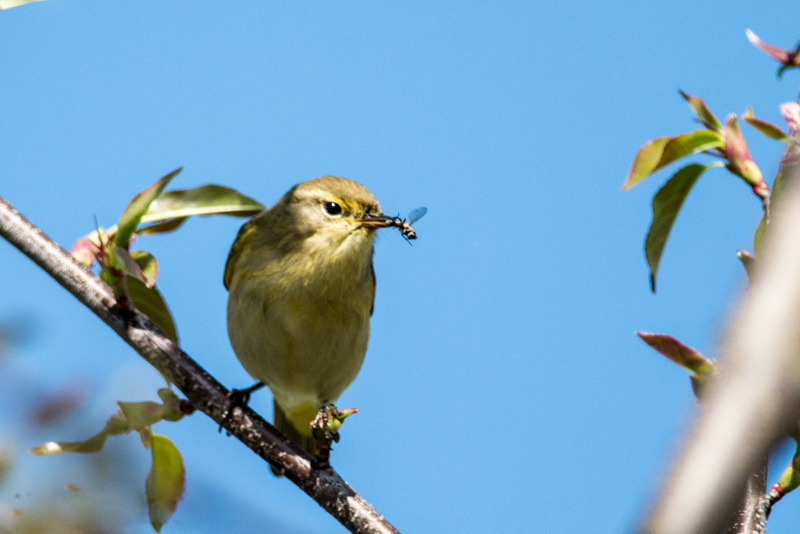
Iberisk gransångare med föda åt ungar.

Iberiska gransångaren lägger ägg från mitten av april till slutet av maj. Den lägger fyra till fem ägg, ibland sex. En studie i Álava i norra Spanien fann att hanar anländer i slutet av mars, honorna senare. Ruvfläckar på honor visar att den ruvar från april till början av juni. De första ungfåglarna har noterats i början av juni.

## Status
Arten har ett stort utbredningsområde och beståndet anses vara stabilt. Internationella naturvårdsunionen IUCN listar den därför som livskraftig (LC). Världspopulationen uppskattas till mellan drygt 1,2 miljoner och drygt två miljoner vuxna individer. Den stora merparten av populationen hittas i norra Spanien och Portugal, medan den i Andalusien kan utgöra så lite som en procent.